# Yousef Al Otaiba

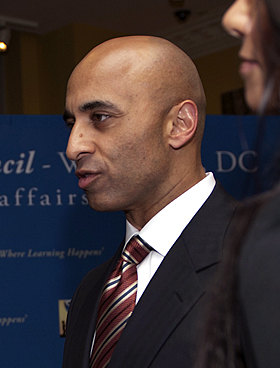
Yousef Al Otaiba

Yousef Al Otaiba (arabisch يوسف العتيبة, * 1974 in Abu Dhabi) ist ein arabischer Diplomat und seit 2008 der Botschafter der Vereinigten Arabischen Emirate in den Vereinigten Staaten von Amerika.

## Leben
Otaiba wuchs in Kairo auf bei seiner Mutter, deren einziges Kind er ist.
Er hat mindestens elf Halbgeschwister, die sein Vater Mana Saeed Al Otaiba mit drei anderen Frauen zeugte. Mana Otaiba war der erste Erdöl-Minister der VAE und enger Vertrauter des Gründungspräsidenten der VAE, Zayid bin Sultan Al Nahyan (1918–2004).
Nach seinem Abschluss am Cairo American College 1991 studierte Yousef Internationale Beziehungen an der Georgetown University. Während sein offizieller Lebenslauf einen Universitätsabschluss aufführt, konnte The Intercept 2017 vom Immatrikulationsamt der Georgetown University keinen Beleg dafür erhalten. Die VAE bezahlten 350.000 US-Dollar, um die Ergebnisse in Suchmaschinen für ihren Botschafter zu beeinflussen.